# Sven Schmid (Fechter)
Sven Schmid (* 21. Januar 1978 in Johannesburg) ist ein deutscher Fechter in der Disziplin Degen und hierin Bronzemedaillengewinner bei den Olympischen Spielen 2004 in Athen mit der Mannschaft.
Der ehemalige Juniorenweltmeister begann seine Karriere bei der SV Böblingen und wechselte später zum FC Tauberbischofsheim. 1998 gewann Schmid das Frankenland-Turnier. Der Sportsoldat bekleidet den Rang eines Oberfeldwebels und ist Trainer der deutschen Degennationalmannschaft der Rollstuhlfahrer. 
Am 16. März 2005 verliehen ihm Bundespräsident Horst Köhler und Bundesinnenminister Otto Schily das Silberne Lorbeerblatt.